# Arturo Stalteri
Arturo Stalteri (Roma, 22 ottobre 1959) è un pianista, compositore e conduttore radiofonico italiano.

## Biografia
Nasce a Roma. Da madre pianista non professionista e padre giornalista televisivo, eredita la duplice passione per il pianoforte e per la conduzione radiofonica. La madre lo avvicina allo strumento, poi seguono gli studi in Conservatorio. A undici anni inventa programmi radiofonici sul registratore di suo padre e nel 1978 comincia a collaborare con Radio Radicale. Dal 1982 al 1984 conduce rubriche musicali per la Radio Vaticana e nell'estate del 1988 approda a Radio Rai dove diventa una delle voci storiche. Attualmente su Rai Radio 3 continua a condurre Qui comincia, Primo movimento e Il concerto del mattino.
Nel 1979 consegue il diploma in pianoforte al Conservatorio Alfredo Casella dell'Aquila sotto la guida di Ermanno Pradella. Nello stesso anno pubblica Andrè sulla luna; successivamente si dedica esclusivamente al concertismo classico per più di un decennio, dando alle stampe nel frattempo l'album ...e il pavone parlò alla luna, ispirato alla musica dell'oriente indiano. Dal 1979 al 1985 si perfeziona con Vera Gobbi Belcredi.
Nel 1982 viene ammesso, come allievo effettivo, ad un corso di quindici giorni di Aldo Ciccolini al Castello Caetani di Sermoneta. Da quel momento si reca regolarmente a Parigi per seguire i consigli interpretativi del pianista italo-francese.
Sempre in qualità di allievo effettivo frequenta i corsi di perfezionamento di Vincenzo Vitale e Konstantin Bogino.
Gli esordi discografici di Stàlteri risalgono al 1974, anno in cui a Roma fonda, con il polistrumentista Gaio Chiocchio, il gruppo rock progressivo Pierrot Lunaire. Il primo album Pierrot Lunaire è del 1974. La formazione vede, accanto a Chiocchio e Stàlteri, il chitarrista-bassista Vincenzo Caporaletti. Dopo la fuoriuscita di quest'ultimo e l'arrivo del soprano gallese Jacqueline Darby, i Pierrot Lunaire pubblicano Gudrun nel 1977, poi l'ensemble si scioglie. Entrambi gli album dei Pierrot Lunaire e il primo disco solista di Stàlteri, sono stati oggetto di numerose ristampe in vinile e in cd, anche in Giappone e Corea.
Stàlteri si definisce un "post-minimalista romantico"; ama tra gli altri Wim Mertens, Fryderyk Chopin, Claude Debussy, Ryūichi Sakamoto, Terry Riley, Philip Glass e Brian Eno. Proprio a Glass e a Eno sono rispettivamente dedicati gli album Circles (1998 Materiali Sonori) e CoolAugustMoon (2000 Materiali Sonori), entrambi approvati dagli stessi autori e inseriti nella loro discografia ufficiale.
A 18 anni legge per la prima volta Il Signore degli Anelli di John Ronald Reuel Tolkien al quale si ispirerà per gli album Rings, Il Decimo Anello (2003 Materiali Sonori), The Alternate Rings (2004 Experience/Materiali Sonori) e Early Rings, Compositions 1974-75 (2005 M.P. & Records).
Altre tracce dedicate alla Trilogia sono disseminate all'interno delle sue produzioni discografiche.
Nel 1985 ha composto le musiche per il balletto Visione dai tarocchi, della coreografa statunitense Barbara Schaefer.
Il regista teatrale Daniele Valmaggi ha utilizzato più volte le composizioni di Stàlteri per le sue rappresentazioni teatrali (Artemisia 1991, Maschera 1994,  Angelika Bellezza 2007).
Nel 1997 ha composto ed eseguito dal vivo durante la proiezione della pellicola, le musiche per il film Selika di Ivo Illuminati del 1921, restaurato per l'occasione dal Centro sperimentale di cinematografia.
Il 16 maggio 2002 tiene un concerto nello storico jazz-club Vortex di Londra e il 10 dicembre 2003 nella prestigiosa sede della chiesa di Saint Giles and Cripplegate (Barbican Centre) sempre nella capitale inglese.
Nel 2004 interpreta le sue composizioni ispirate al capolavoro di Tolkien a Castel Grande di Bellinzona, in occasione della proiezione del film di Peter Jackson Il Signore degli Anelli - Le Due Torri.
Nel 2013 si esibisce con Pierluigi Puglisi nella Rossini Saal di Bad Kissingen in un concerto per due pianoforti.
Viene frequentemente chiamato in giuria in concorsi pianistici nazionali ed internazionali.
Tiene conferenze su musica di frontiera, art rock, musica celtica e Rolling Stones che sono da sempre la sua grande passione. Aveva meno di otto anni quando la sorella maggiore gli fece conoscere la celebre band inglese. Ruby Tuesday fu una rivelazione: per questo motivo ha voluto rendere omaggio al gruppo di Jagger e Richards pubblicando nel 2006 per la M. P. & Records un vinile trasparente in edizione limitata di cinquecento copie, in cui interpreta la "sua" Ruby Tuesday (sul retro Liquid Stone).
Child of the Moon, pubblicato dagli Stones come lato B di Jumpin' Jack Flash, ha invece ispirato la ghost track elettronica inserita alla fine dell'album Child of the Moon, Dieci notturni e un'Alba (2007 Felmay).
Ha collaborato con vari artisti tra cui Rino Gaetano, Grazia Di Michele, Sonja Kristina (già vocalist dei Curved Air), David Sylvian, Fabio Liberatori, Arlo Bigazzi e Grazia Verasani.
Ha partecipato in qualità di conduttore e musicista al primo programma televisivo culturale di Franco Battiato e Manlio Sgalambro dal titolo Bitte, keine Réclame, andato in onda nel dicembre 2004 per Rai Futura e riproposto nel 2005 sul canale satellitare Rai Doc.
Nel 2004 Carlo Verdone ha inserito nella colonna sonora del film L'amore è eterno finché dura il brano My son the phisicist, scritto da Arturo Stàlteri e Fabio Liberatori, tratto dall'album The Asimov Assembly di Fabio Liberatori.
Ancora nel 2005 ha interpretato la parte di Johann Aloys Schlosser nel film Musikanten di Franco Battiato, presentato alla 62 Mostra internazionale del cinema di Venezia.
Sempre per Verdone, ha interpretato musiche di Johann Sebastian Bach, Franz Schubert e Fryderyk Chopin nel film Grande, grosso e... Verdone nel 2008.
Il suo interesse per le figure femminili del fantasy e delle science-fiction lo ha portato a incidere nel 2009 Half Angels, album dedicato a personaggi come Galadriel, Trinity, Æon Flux e Fiordiluna.
Dopo A Little Christmas Album, pubblicato in downloading dalla etichetta giapponese One Up Music nel 2010, e ristampato in cd dalla M.P & Records nel 2011, ha realizzato Flowers 2 (2012, Felmay, dedicato a Vera Gobbi Belcredi), in cui interpreta tra gli altri Johann Sebastian Bach, Fryderyk Chopin e i Sigur Rós.
Il 2014 è l'anno di In sete altere, omaggio alla musica di Battiato. L'artista siciliano ha seguito personalmente lo svolgimento del lavoro e ha co-firmato due brani con lo stesso Stàlteri.
Nel 2014 ha partecipato alla stesura del documentario Attraversando il bardo, sempre di Franco Battiato.
Negli anni 2010 e 2011 Enzo Vetrano ha inserito il Notturno in Do minore (da Child of the Moon – Dieci Notturni e un'alba) ne I giganti della montagna di Luigi Pirandello.
Ancora nel 2014 è apparso nella prima guida in italiano alla musica sperimentale e di ricerca Solchi sperimentali, una guida alle musiche altre di Antonello Cresti e nel 2015 in Solchi sperimentali Italia, 50 anni di italiche musiche altre.
Nel dicembre del 2014 ha partecipato a Piano City Napoli, festival nato nel 2010 da un'idea di Andreas Kern, pianista di Berlino. Nel maggio dello stesso anno era già stato ospite di Piano City Milano, dove tornerà l'anno successivo.
Il 6 agosto 2015 al MuSe di Trento, con Massimiano Bucchi, in occasione del 70º anniversario della tragedia di Hiroshima, ha eseguito brani legati al tema dell'atomica in un concerto reading. ll testo narra gli avvenimenti che, partendo dall'assegnazione del premio Nobel ad Einstein, porteranno alla realizzazione del devastante ordigno nucleare ed è stato pubblicato, nella stessa data, come eBook del Corriere della Sera. Nel 2019 ha partecipato ad altri reading concerti con Massimiano Bucchi in occasione dell'anniversario dell'allunaggio il 20 luglio 1969 del modulo lunare della missione Apollo 11
Nel 2023 viene contattato da Orange Mountain Music la casa discografica di Philip Glass per una riedizione dell'anniversario di Circles re-interpretando i brani del repertorio pianistico di Glass contenuti nell'album del 1998. Il risultato Dodecagon, Arturo Stàlteri plays Philip Glass il cui titolo è tratto dalla figura geometrica con dodici lati. 
Il 22 novembre 2024 esce The snow is dancing dedicato alla neve tanto amata da Arturo Stàlteri 

## Discografia
Album in studio
- 1974 - Pierrot Lunaire con (Pierrot Lunaire (Gruppo Musicale) (IT/RCA)
- 1977 - Gudrun con (Pierrot Lunaire (Gruppo Musicale) (IT/RCA)
- 1979 - Andrè sulla luna (IT/RCA)
- 1987 - ...e il pavone parlò alla luna (LINX)
- 1992 - Syriarise (Materiali Sonori)
- 1995 - Flowers (Materiali sonori)
- 1998 - Circles, Arturo Stàlteri interpreta Philip Glass (Materiali Sonori)
- 2000 - CoolAugustMoon, from the music of Brian Eno (Materiali Sonori)
- 2003 - Rings, Il Decimo Anello (Materiali Sonori)
- 2004 - The Alternate Rings (Experience/Materiali Sonori)
- 2005 - Early Rings, Compositions 1974-1975 (M.P & Records)
- 2007 - Child of the Moon, Dieci notturni e un'Alba (Felmay)
- 2009 - Half Angels (Felmay)
- 2010 - A Little Christmas Album (One Up Music Japan, M.P. Records)
- 2012 - Flowers 2 (Felmay)
- 2014 - In sete altere, Arturo Stàlteri suona Battiato (Felmay)
- 2016 - Préludes (Stalteri) (Felmay)
- 2018 - Low & Loud (Felmay)
- 2019 - Trilogy (Felmay)
- 2020 - From Ajanta to Lhasa (Soave)
- 2021 - Spirit of the past (Felmay)
- 2022 - Visione dai Tarocchi (M.P. & Records)
- 2023 - Dodecagon, Arturo Stàlteri plays Philip Glass (Orange Mountain Music)
- 2024 - The snow is dancing (Saifam)

Raccolte
- 2011 - Tre (MP Records)

Singoli
- 1974 - Raipure/Arlecchinata  (IT/(RCA)
- 1977 - Plaisir d'Amour/Giovane Madre (RCA/VISTA)
- 2006 - Ruby Tuesday/Liquid Stone (M.P. & Records)